# Thomas Guiry
Thomas „Tom“ Guiry (* 12. Oktober 1981 in Trenton, New Jersey) ist ein US-amerikanischer Schauspieler.

## Leben
Guiry, der eine katholische Volksschule und die Notre Dame High School in Lawrenceville besuchte, stand bereits mit zwölf Jahren vor der Kamera, und feierte mit Herkules und die Sandlot-Kids (1993) seinen ersten Kinoerfolg. Wie die übrigen Hauptdarsteller erhielt er für seine Darstellung einen Young Artist Award in der Kategorie Bestes jugendliches Ensemble in einem Spielfilm.
Seitdem stand Guiry in zahlreichen Spielfilmen vor der Kamera. Auch in Fernsehserien war Guiry zu sehen, etwa 2007 als Hauptdarsteller in der Dramaserie The Black Donnellys.
Guiry lebt in einer Beziehung und wurde 1999, im Alter von 18 Jahren, Vater eines Sohnes.

## Filmografie (Auswahl)

### Spielfilme
- 1993: Herkules und die Sandlot-Kids (The Sandlot)
- 1994: Lassie – Freunde fürs Leben (Lassie)
- 1995: Der Kampf um die vier Diamanten (Four Diamonds)
- 1998: Strike! – Mädchen an die Macht! (All I Wanna Do)
- 1999: Wer mit dem Teufel reitet (Ride with the Devil)
- 2000: U-571
- 2000: Tigerland
- 2001: Black Hawk Down
- 2003: Mystic River
- 2003: The Mudge Boy
- 2021: The Unforgivable

### Fernsehserien
- 1998: Law & Order
- 2002: Law & Order: New York
- 2006: Criminal Intent – Verbrechen im Visier ( 	Law & Order: Criminal Intent)
- 2009: CSI: Miami